# Ibrahim Böhme
Ibrahim Böhme (Bad Dürrenberg, 18 novembre 1944 – Neustrelitz, 22 novembre 1999) è stato un politico della Germania dell'Est e informatore della Stasi.
Prima di impegnarsi in politica, Böhme ha svolto numerosi lavori diversi, tra cui cuoco, cameriere, muratore, insegnante e storico. Alla fine degli anni '80 è stato anche un difensore dei diritti umani associato all'Iniziativa per la pace e i diritti umani.

## Carriera politica
Fu uno dei fondatori del Partito Socialdemocratico nella DDR nell'ottobre 1989 e fu eletto come primo presidente a tempo pieno al primo congresso regolare del partito nel gennaio 1990. Condusse il partito al secondo posto alle Elezioni parlamentari in Germania Est del 1990 e fu candidato a diventare ministro anziano nella grande coalizione guidata da Lothar de Maizière.
Mentre erano in corso i colloqui per la coalizione, il settimanale Der Spiegel riferì il 24 marzo 1990 che Böhme era stato un informatore della Stasi dal 1969. Si era infiltrato nei circoli dell'opposizione a Berlino Est nel 1985. Sebbene Böhme lo avesse negato, fu costretto a dimettersi il 1º aprile. Fu espulso dal Partito Socialdemocratico di Germania nel 1992 per "grave comportamento dannoso per il partito". Böhme fu uno dei tanti cittadini della Germania dell'Est che si scoprì essere stati informatori della Stasi durante l'era comunista, a volte rovinando relazioni personali e carriere.